# Лијеж
Лијеж (фр. Liège, хол. Luik, вал. Lidje) је општина у Белгији, у региону Валонија, у покрајини Лијеж. Метрополитска област, укључујући спољну приградску зону, покрива површину од 1.879 km² и имала је укупан број становника од 749.110, 1. јануара 2008. године.
Налази се у долини реке Мезе, на ушћу реке Урте, близу источне белгијске границе са Немачком и Холандијом. Удаљен је 25 километара од Мастрихта и 40 километара од Ахена.
У Лијежу постоје Универзитет и друге високе школе, са укупно 17.000 студената, седиште католичког бискупа, позориште, опера и друге установе културе. Грађани углавном говоре француски, а познат је по великој заједници Италијана, који дају граду медитерански шарм.

## Историја
У доба Римског царства град се називао Leodicum, што је вероватно потекло од речи легија. Године 717. град се развио у седиште бискупије, тако да је током средњег века био важан политички и културни центар.
Владари града су били истовремено бискупи и принчеви. Град је имао широку аутономију. Лијеж је имао највећу куполу катедрале у целом Светом римском царству. Током Француске револуције 1794, у налету француске антирелигијски настројене војске, спаљена је и опљачкана катедрала Светог Ламберта, првог бискупа Лијежа. Споразумом Наполеона и папе Пија VII распуштена је бискупија. У XIX веку град је постао важан центар за производњу челика.
Дванаест градских тврђава су изграђене између 1888. и 1892. У оба светска рата овде су вођене краткотрајне, али интензивне борбе.

## Географија

### Клима
Упркос свом положају у унутрашњости, Лијеж има поморску климу на коју утичу слабији морски ветрови који потичу из Голфске струје, који путују преко унутрашњости Белгије. Као резултат тога, Лијеж има веома благе зиме за своју географску ширину и положај у унутрашњости, посебно у поређењу са областима на руском Далеком истоку и франкофонској провинцији Квебек. Лета су такође умерена са просечним температурама, која су сличним областима на северу као у Скандинавији. С обзиром да се налази у унутрашњости, Лијеж има релативно мало сезонско заостајање у поређењу са неким другим поморским климама.
| Клима Лијежа (1991−2020 нормале, екстреме 1949−тренутно) | Клима Лијежа (1991−2020 нормале, екстреме 1949−тренутно) | Клима Лијежа (1991−2020 нормале, екстреме 1949−тренутно) | Клима Лијежа (1991−2020 нормале, екстреме 1949−тренутно) | Клима Лијежа (1991−2020 нормале, екстреме 1949−тренутно) | Клима Лијежа (1991−2020 нормале, екстреме 1949−тренутно) | Клима Лијежа (1991−2020 нормале, екстреме 1949−тренутно) | Клима Лијежа (1991−2020 нормале, екстреме 1949−тренутно) | Клима Лијежа (1991−2020 нормале, екстреме 1949−тренутно) | Клима Лијежа (1991−2020 нормале, екстреме 1949−тренутно) | Клима Лијежа (1991−2020 нормале, екстреме 1949−тренутно) | Клима Лијежа (1991−2020 нормале, екстреме 1949−тренутно) | Клима Лијежа (1991−2020 нормале, екстреме 1949−тренутно) | Клима Лијежа (1991−2020 нормале, екстреме 1949−тренутно) |
| Показатељ \ Месец                                        | .Јан.                                                    | .Феб.                                                    | .Мар.                                                    | .Апр.                                                    | .Мај.                                                    | .Јун.                                                    | .Јул.                                                    | .Авг.                                                    | .Сеп.                                                    | .Окт.                                                    | .Нов.                                                    | .Дец.                                                    | .Год.                                                    |
| -------------------------------------------------------- | -------------------------------------------------------- | -------------------------------------------------------- | -------------------------------------------------------- | -------------------------------------------------------- | -------------------------------------------------------- | -------------------------------------------------------- | -------------------------------------------------------- | -------------------------------------------------------- | -------------------------------------------------------- | -------------------------------------------------------- | -------------------------------------------------------- | -------------------------------------------------------- | -------------------------------------------------------- |
| Апсолутни максимум, °C (°F)                              | 15,3 (59,5)                                              | 20,0 (68)                                                | 24,4 (75,9)                                              | 28,9 (84)                                                | 32,8 (91)                                                | 34,9 (94,8)                                              | 39,5 (103,1)                                             | 36,1 (97)                                                | 33,3 (91,9)                                              | 26,3 (79,3)                                              | 21,3 (70,3)                                              | 16,1 (61)                                                | 39,5 (103,1)                                             |
| Максимум, °C (°F)                                        | 6,4 (43,5)                                               | 7,3 (45,1)                                               | 11,1 (52)                                                | 15,4 (59,7)                                              | 19,0 (66,2)                                              | 22,0 (71,6)                                              | 24,1 (75,4)                                              | 23,9 (75)                                                | 20,1 (68,2)                                              | 15,4 (59,7)                                              | 10,2 (50,4)                                              | 6,8 (44,2)                                               | 15,2 (59,4)                                              |
| Просек, °C (°F)                                          | 3,7 (38,7)                                               | 4,2 (39,6)                                               | 7,1 (44,8)                                               | 10,4 (50,7)                                              | 14,2 (57,6)                                              | 17,3 (63,1)                                              | 19,3 (66,7)                                              | 19,0 (66,2)                                              | 15,6 (60,1)                                              | 11,7 (53,1)                                              | 7,4 (45,3)                                               | 4,4 (39,9)                                               | 11,2 (52,2)                                              |
| Минимум, °C (°F)                                         | 1,1 (34)                                                 | 1,1 (34)                                                 | 3,1 (37,6)                                               | 5,5 (41,9)                                               | 9,4 (48,9)                                               | 12,5 (54,5)                                              | 14,5 (58,1)                                              | 14,1 (57,4)                                              | 11,1 (52)                                                | 8,0 (46,4)                                               | 4,5 (40,1)                                               | 2,0 (35,6)                                               | 7,2 (45)                                                 |
| Апсолутни минимум, °C (°F)                               | −19,8 (−3,6)                                             | −18,8 (−1,8)                                             | −16,7 (1,9)                                              | −5,8 (21,6)                                              | −1,7 (28,9)                                              | 1,2 (34,2)                                               | 2,7 (36,9)                                               | 4,5 (40,1)                                               | 0,0 (32)                                                 | −4,8 (23,4)                                              | −8,9 (16)                                                | −16,1 (3)                                                | −19,8 (−3,6)                                             |
| Количина падавина, mm (in)                               | 72,2 (2,843)                                             | 65,9 (2,594)                                             | 60,1 (2,366)                                             | 52,7 (2,075)                                             | 67,7 (2,665)                                             | 78,6 (3,094)                                             | 78,9 (3,106)                                             | 85,2 (3,354)                                             | 67,5 (2,657)                                             | 67,4 (2,654)                                             | 68,3 (2,689)                                             | 89,1 (3,508)                                             | 853,7 (33,61)                                            |
| Дани са падавинама (≥ 1.0 mm)                            | 13,3                                                     | 12,2                                                     | 11,7                                                     | 9,5                                                      | 10,7                                                     | 11,0                                                     | 10,8                                                     | 10,7                                                     | 9,9                                                      | 11,1                                                     | 12,7                                                     | 15,3                                                     | 138,8                                                    |
| Сунчани сати — месечни просек                            | 61                                                       | 79                                                       | 130                                                      | 181                                                      | 203                                                      | 208                                                      | 214                                                      | 204                                                      | 159                                                      | 116                                                      | 67                                                       | 49                                                       | 1.670                                                    |
| Извор #1: Royal Meteorological Institute                 |                                                          |                                                          |                                                          |                                                          |                                                          |                                                          |                                                          |                                                          |                                                          |                                                          |                                                          |                                                          |                                                          |
| Извор #2: Extremes                                       |                                                          |                                                          |                                                          |                                                          |                                                          |                                                          |                                                          |                                                          |                                                          |                                                          |                                                          |                                                          |                                                          |

## Становништво
Према процени, у општини је 1. јануара 2015. живело 195.968 становника.
| 1984.  | 2000.  | 2010.  | 2015.  |
| ------ | ------ | ------ | ------ |
| 203065 | 185639 | 192504 | 195968 |

## Партнерски градови
- Тангер
- Волгоград
- Еш сир Алзет
- Келн
- Торино
- Лил
- Ахен
- Ротердам
- Порто
- Нанси